# Eat Me, Drink Me
Eat Me, Drink Me – album zespołu Marilyn Manson, wydany 5 czerwca 2007 roku wbrew wcześniejszym zapowiedziom artystów o rozpadzie grupy.
Pierwszym singlem z albumu została kompozycja Heart-Shaped Glasses (When the Heart Guides the Hand), wydana w połowie kwietnia. Teledysk wyreżyserował James Cameron, twórca filmu Titanic. Na drugi singel wytypowano utwór Putting Holes in Happiness.
Utwór Mutilation Is the Most Sincere Form of Flattery w początkowym zamierzeniu miał krytykować i wyśmiać zespół My Chemical Romance, lecz ostatecznie piosenka nawiązuje ogółem do wszystkich nowych zespołów.

## Lista utworów
1. "If I Was Your Vampire"
2. "Putting Holes in Happiness"
3. "The Red Carpet Grave"
4. "They Said That Hell's Not Hot"
5. "Just A Car Crash Away"
6. "Heart-Shaped Glasses (When the Heart Guides the Hand)"
7. "Evidence"
8. "Are You The Rabbit?"
9. "Mutilation is the Most Sincere Form Of Flattery"
10. "You And Me And The Devil Makes 3"
11. "Eat Me, Drink Me"
12. "Heart-Shaped Glasses (When the Heart Guides the Hand) (Inhuman remix)"
13. Heart-Shaped Glasses (When the Heart Guides the Hand) (Hamel remix)